# Cruces procesionales góticas
El arte de la orfebrería en España ha sido prácticamente desconocido, sin embargo, en el ámbito leonés, gracias al asentamiento de Enrique de Arfe, un patriarca procedente de Alemania, que llegó a España con un estilo ya forjado, a pesar de que sus orígenes son muy difusos, a consecuencia de una falta de documentación. Consta que llegó a la Península en el año 1501 y su nombre era ya tan relevante que se le encarga una custodia de plata, por lo que a partir de ese año se conocen muchas fuentes del artista. Entre ellas, el trabajo en la Catedral de León y el de Toledo, donde realizó la custodia procesional de la Catedral, a partir de ese momento, se produjo una creación de larga duración de custodias procesionales. No obstante, los ejemplos que existen no son numerosos.

## Periodización de la orfebrería
La orfebrería leonesa alcanzó su máximo apogeo en el siglo XV con el paso del románico al gótico, aunque desconocemos la datación de las piezas debido a la escasez de documentación, por lo que para una fecha aproximada de creación de estas piezas lo importante reside en su análisis estilístico. Un análisis aproximado de periodización puede dividirse en cuatro periodos:
- Gótico pleno. siglo XV.: Son unas cruces que se caracterizan por el equilibrio en la distribución de decoración sobre la superficie de la obra.
- Gótico final. Finales del siglo XV y primer cuarto del siglo XVI.: En este periodo la arquitectura gótica, especialmente la alemana, gracias a Enrique del Arfe, se va a ver reflejada en la platería leonesa, un elemento distintivo que se va a apreciar son los nudos de las cruces, a este trabajo se le denomina “mazonería”. Por esta razón las figuras adquieren un gran detallismo y tratamiento en los temas secundarios.
- Gótico lombardo. A partir de 1510, aproximadamente.: En este estilo, las cruces procesionales van a presentar decoraciones de tipo vegetal.
- Plateresco. Desde 1520, aproximadamente.: Dentro de este estilo la figura de Enrique del Arfe es importante por destacar elementos que tuvieron un mayor esplendor en el Renacimiento.

## Materiales y técnicas en León
El material básico para la fabricación de estas cruces es la plata, debido a que el oro sólo se utiliza para cubrir total o parcialmente las cruces, cuyas almas son de madera, inclusive, los esmaltes también juegan un papel esencial, ya que aportaban color a estas piezas, aplicando tonalidades azul cobalto, el verde, blanco, gris y rojo, con la técnica del champlevé, esta aplicación de los esmaltes no fue sólo relevante en el siglo XV, sino también en el XVI.
Las técnicas más empleadas son el cincelado y la fundición, los moldes empleados se utilizaron para distintas obras, inclusive y, sobre todo a partir del gótico final, se empleó el repujado, con la que se logra la decoración vegetal de las cruces. Finalmente, los orfebres góticos también emplearon planchas caladas superpuestas a las lisas, que son las que recubren el alma de la pieza.
A pesar de la riqueza y exquisitez de las piezas, la figura de los plateros no fue muy numerosa en la ciudad de León, por lo que tampoco encontramos, en ese periodo una calle propia para ellos, como si la hay en la actualidad, que es la Calle Platerías próxima a la Iglesia de San Martín. Esto se debió a un crecimiento del barrio en la segunda mitad del siglo XI, considerándose el primero en presentar una actividad artesanal.
Sin embargo, esta escasez de orfebres en la ciudad no supuso un impedimento para que se organizasen en grupos e incluso se emparentasen con relaciones matrimoniales, tutorías y apadrinamientos. Al mismo tiempo, la mayoría de artistas que trabajaban en la ciudad, eran autóctonos de la misma, aunque si que hubo algunos trabajadores procedentes del norte de Europa, entre ellos, el ya mencionado, Enrique del Arfe.
Todo el trabajo de los orfebres queda reducido al taller, siendo frecuente que los maestros tuviesen un aprendiz a su cargo, cuya formación quedaba reflejada ante un notario, pero se desconoce cómo se redactaban los términos puesto que los Protocolos Notariales en León no se inician sino hasta el siglo XVI. Al ser la Iglesia el principal cliente de los plateros, siendo notable el trabajo que se debía realizar en la Iglesia Mayor, para la realización de nuevas piezas y arreglando la plata que se les encargase, estando ya fabricada. Es interesante referir que gracias al trabajo de aprendizaje la experiencia previa en el trabajo de la orfebrería no era necesaria, sin embargo, a cambio de que los trabajadores tuvieran listos los encargos, la Iglesia les propiciaba un sueldo y una resta en una de las casas del cabildo.
A consecuencia de que la Iglesia fuese el cliente principal, los plateros también realizaban piezas de carácter civil en menor medida, algunos ejemplos son vajillas y objetos de adorno personal, fabricados a petición de la nobleza, por lo que al tener carácter privado nos es más desconocida en comparación a las producciones religiosas.

## Marcaje de las piezas
En la platería se empieza a dar un fenómeno desconocido para el resto de las artes, que es el marcaje de las piezas, estas marcas se imprimen sobre el metal con un instrumento, denominado troquel o punzón, que tiene en un extremo letras grabadas en negativo o bien figuras relacionadas con el autor de las piezas, la propia ciudad, la fecha, la ley del metal, etc., es decir, cualquier dato relevante que diga de donde corresponde la pieza. A pesar de que en España se emplease el punzón para datar las piezas en el siglo XIV, en el resto de Europa esta técnica es mucho más antigua, por ejemplo, en el acuño de las monedas en París durante el siglo XIII y en Inglaterra se empleaba ya desde finales del siglo XII.
En origen el marcaje de las piezas en Castilla se realizaba de manera triple, ya que se incluía: el orfebre, la localidad y el contraste, algo opuesto a lo que ocurría en la Corona de Aragón, donde el contraste imprime la marca de la localidad y en contadas ocasiones el autor estampaba su propia marca, sin embargo, los punzones de localidad y contraste se empleaban también como un símbolo de calidad. Por esta razón, todos los productos debían llevarlos.
La documentación leonesa no es muy extensa en lo que se refiere a que en un tiempo hubo un trabajo de marcar las piezas y otro de pesarlas, inclusive el marcador era elegido por el regidor de la ciudad, habiendo superado un examen previamente. La primera noticia leonesa que menciona estos nombramientos se produce el 14 de septiembre de 1513.
El sistema de elección consistía en una votación, por parte de los regidores sobre los candidatos al puesto y los puestos iban quedando libres a medida que un marcador más veterano se ausentaba, fallecía o no podía ejercer el oficio por algún otro motivo. Estas marcas las encontramos a partir del siglo XVI, ya que las piezas en el siglo XV no presentan ninguna marca, todo esto lo analizamos en el contexto de que los números de piezas marcadas son muy escasos.
Además, en la ciudad leonesa el punzón utilizado por el contraste Rodrigo Álvarez, se empleó en las Cruces de Vega de Infanzones y Villacé.
Al mencionar la platería en el marco geográfico de León, el símbolo evidente de la ciudad es un león y por tanto será lo que representen los plateros, aunque no sólo en la ciudad Castellana, sino también en Zaragoza y Córdoba, en la ciudad aragonesa el punzón de plata compuesto desde 1430 consta de un león pasante colocado en vertical, seguido de la sílaba CES. Por otro lado, en la ciudad de Córdoba durante el siglo XV se usaba un punzón compuesto por la sílaba COR, que va a coexistir con el león durante el siglo XVI.
Vistos los ejemplos de las otras ciudades, en León, como ya hemos mencionado, la marca será el propio animal, con dos variantes:
- Un león pasante enmarcado en un escudo con contorno de lados rectos, esta tipología se presenta una sola vez en el castillete de la Cruz de Santa Cristina de Valmadrigal, dentro de la decoración del árbol de la cruz, que empieza a manifestar motivos renacentistas, por lo que no se puede fechar a una época previa al primer cuarto del siglo XVI.
- Un león rampante dentro de un escudo coronado, iconografía empleada a partir del siglo XVI en ejemplos como la Cruz de Villacé o la Cruz de Vega Infanzones, ambas marcadas por Rodrigo Álvarez. Esto es así hasta 1559-60, puesto que en la cruz de Santa Marina de León se marcó con otra tipología de león, al tomar el cargo de contraste Gonzalo de Herrera.

## Características de las cruces

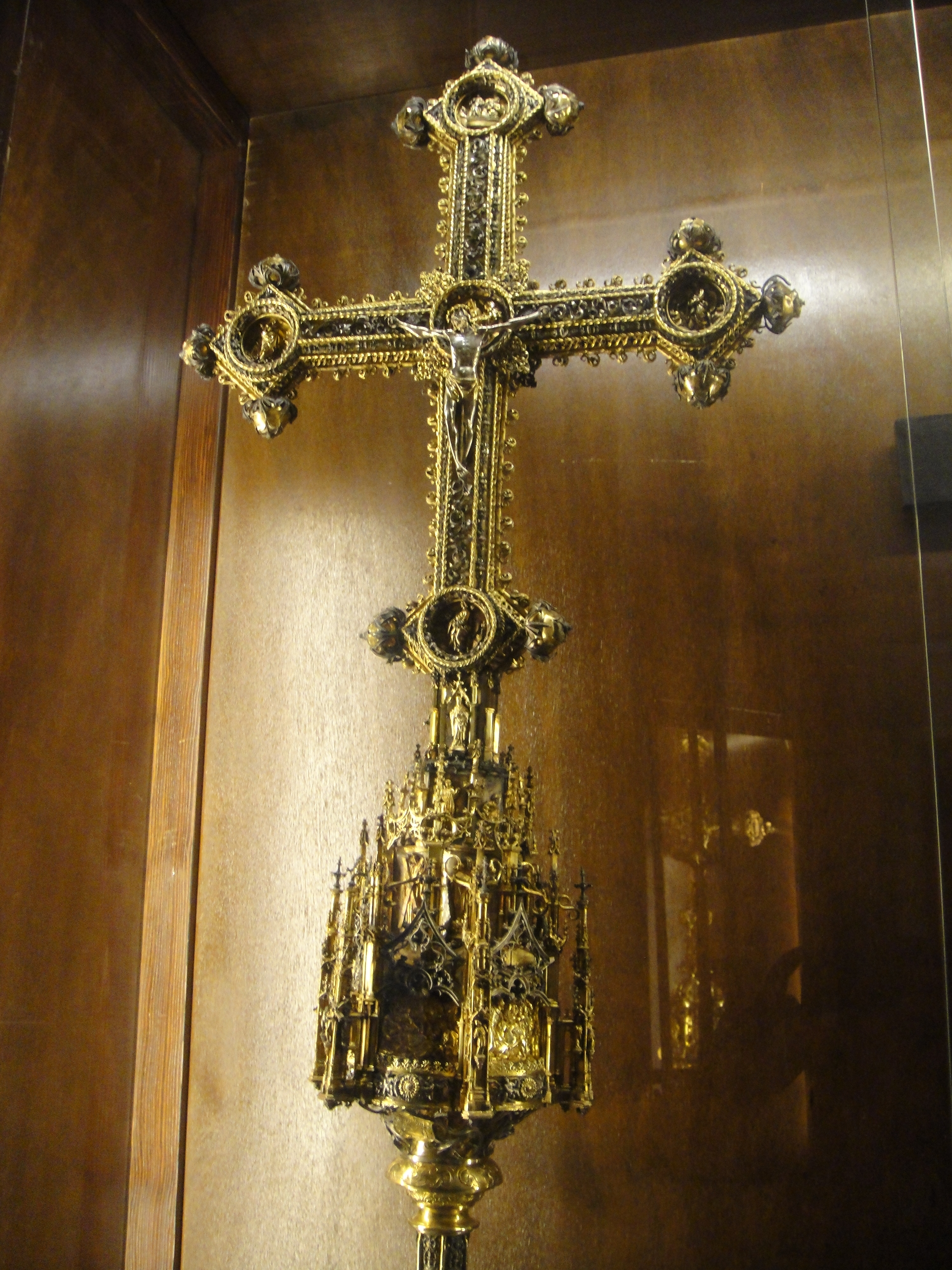
Cruz procesional encargada por el arcediano Francisco Simancas, para la Catedral de Córdoba, realizada en 1520 por Enrique de Arfe.

En lo referente a las tipologías de cruces procesionales góticas leonesas podemos destacar cinco tipos:
- De brazos cilíndricos: Están realizadas con latón dorado y la decoración de la manzana, en la parte inferior de la cruz, se realizó con incrustaciones de esmaltes, mediante la técnica del cabujón. En lo que se refiere a la decoración de los brazos, destaca un recorrido de líneas helicoidales, hasta llegar a los extremos donde se aprecia una moldura sogueada y un friso de flores de lis. Un ejemplo de esta tipología es la Cruz de Villarodrigo de las Regueras que porta unos vástagos transversales cuya función era soportar las figuras de la Virgen y San Juan.
- “De gajos”: A estas cruces se las denomina así por su característica de tener un árbol salpicado de cilindros, a modo de nudos. Esta asociación de las cruces con los árboles puede tener diversas razones, un ejemplo es la semejanza con la Cruz de Cristo. Cabe referir que todas las cruces de esta tipología tienen una característica común, el carácter hispano-flamenco. Un ejemplo es la Cruz de Villafruela de Pormal, con los gajos perpendiculares a los brazos.
- De brazos rectos con expansiones cuadrilobuladas y terminaciones flordelisadas: Es el prototipo de cruz más característico, la terminación flordelisada se remonta al siglo XIII y se populariza en el siglo XIV. Este auge de la platería renacentista propició que se avanzase hasta la siguiente tipología de cruces.
- De brazos rectos con expansiones cuadrilobuladas y terminaciones treboladas conopiales: Esta tipología se distingue de la anterior en las terminaciones de los brazos, donde forman arcos conopiales con círculos inscritos, un ejemplo lo observamos en la Cruz de Santa Cristina de Valmadrigal.
- De brazos rectos con cuadrones y terminaciones circulares: Esta tipología supone un avance hacia formas renacentistas, dando lugar a formas circulares que sirven para mostrar una iconografía. Un ejemplo de estas cruces es la Cruz de San Isidoro de León, que carece de pies, ya que estos se han conservado en un número menor de cruces.

### Tipos de nudos
Es interesante referir que existen dos nudos característicos en las cruces:
- Manzana esférica achatada: Manifiestan una serie de incrustaciones con cabujones y sólo se conservan cinco pertenecientes al siglo XV, en la mayor parte de estos ejemplares el diámetro queda marcado por una faja circular o prismática, de grosor variable. Por otro lado, los casquetes están divididos en seis u ocho paños radiales, cubiertos por decoración vegetal. Un ejemplo de esta tipología de cruces es la Cruz de Vega de Infanzones, con un total de dieciséis campos trapezoidales y un diámetro octogonal en el nudo.
- Nudo en forma de castillete: Es el tipo más característico del gótico final, suponen auténticas arquitecturas en miniatura, contienen una serie de ventanales, arbotantes, estribos, pináculos y escultura monumental. Todos los ejemplares que se estudian pertenecen al siglo XVI, un momento en el que el estilo está muy desarrollado, por lo tanto, responden a dos tendencias distintas:
  - El deseo de emular la imagen de la Catedral, máximo exponente de la espiritualidad gótica. Es decir, que en cada muro se abre un gran ventanal y se simula una pequeña capilla rematada por un gran doselete, en estas ventanas se alojan pequeñas figuras de bulto redondo, que generalmente son apóstoles. En las aristas es donde se elevan contrafuertes. Un ejemplo de esta tipología es la Cruz de San Isidoro.
  - Ser semejantes a la arquitectura civil, algo que es poco frecuente, el ejemplo más relevante es el pie de la Cruz de Villarroañe, que se muestra como una fortaleza maciza.

### Elementos decorativos
En lo que se refiere a la decoración de la orfebrería en este periodo, se va a acrecentar la complejidad estructural y la profusión decorativa, van a destacar tres tipos de decoración en función de los elementos:
- Elementos de carácter pictórico: Buscan efectos de policromía mediante: la yuxtaposición de superficies sobredoradas y superficies de plata, el tratamiento de las superficies de una misma pieza, como ocurre con los fondos de cuadrones y placas cuadrilobuladas, sirviendo de ejemplo la Cruz de Villarroañe. Como último elemento destaca el esmalte, que puede apreciarse en los cabujones de gajos y de brazos cilíndricos.

- Elementos de carácter escultórico: Destacan los motivos figurativos de carácter religioso, aunque se irán introduciendo figuras desnudas y profanas. En los elementos decoración vegetal, además de estar geometrizada como se ve en las cruces, van a ser notorias las flores de lis, combinadas ambas formas originarán una serie de cenefas en las terminaciones de lo brazos de algunas cruces, como la de Castro del Condado o la de Villafeliz de Babia, con el tiempo la decoración vegetal va a tener un carácter más naturalista, como es el prototipo de cruz con decoración cardina, tal y como se refleja en los brazos de la Cruz de Vega de Infanzones. Los motivos geométricos se caracterizan en buena medida por círculos, polígonos y formas estrelladas, aunque el tema más característico para representar son unas filas de pequeñas ovas enmarcadas por dos finos lisetes, esto lo apreciamos en la Cruz de San Juan de Regla. La epigrafia tiene una función puramente religiosa, como en la Cruz de San Isidoro donde se menciona el momento en el que salvó de un fuego.

- Elementos decorativos de carácter arquitectónico: Integran la composición de una construcción, destacan las chambranas y las tracerías de los vanos. Las chambranas constan de uno o varios arcos entrecruzados, siendo el más relevante el arco conopial, que en ocasiones se combina con otro igual pero invertido o bien con un arco lobulado en el interior, el primer caso lo hallamos en el pie de las Cruces de San Isidoro y Montejos, mientras que el segundo se encuentra en las Cruces de Villarroañe y Santa Cristina de Valmadrigal. Por otro lado, las tracerías de los vanos son propias del gótico flamígero, presentando formas geométricas curvilíneas.

## Iconografía
Referido a la iconografía de estas cruces, vamos a apreciar escenas del Nuevo Testamento, en concreto, el Ciclo de la Pasión, la Resurrección, la Virgen y los apóstoles. La figura central en el anverso será el Crucificado, detrás de Él están la Verónica, una santa ficticia, que enriquece al Crucificado al sostener tras él el sudario, que muestra la verdadera imagen de Cristo. En los brazos de la cruz a la derecha e izquierda de Cristo encontramos las imágenes de la Virgen y San Juan.
En la parte superior de la cruz podemos apreciar la imagen del Pelícano con las crías, es una alegoría de Cristo derramando su sangre en la cruz para redimir a la humanidad, mientras que en la parte inferior se manifiesta la resurrección de Adán, un tema unido a la Crucifixión, ya que Adán fue el primer hombre que trajo el pecado al mundo.
En el reverso de las cruces encontramos las imágenes de la Virgen o el Cristo Majestad, que van unidas al Tetramorfos, colocados en los brazos de la cruz, en la iconografía cristiana, en ocasiones los evangelistas suelen ser sustituidos por cuatro atributos de Cristo, que simbolizan cuatro momentos de su vida, pero la representación de los cuatro evangelistas fue la que tuvo más difusión en la Baja Edad Media y dentro de la orfebrería destacan rodeando a la Majestad, representados como animales.
Al pie de las cruces, hallamos la representación del apostolado, el tema más recurrente en esta parte de la cruz, en el caso de que el nudo sea una manzana esférica se colocan seis u ocho apóstoles en cabujón. Mientras que, cuando se trata de un castillete hexagonal se sitúan todos los apóstoles en cada casilla del templete, mediante la técnica del alto relieve, lo que conlleva su desaparición.
Por otro lado, es frecuente representar la vida y el Ciclo de la Pasión de Cristo, algo muy recurrente en este periodo, por lo que los castilletes obtienen una mayor riqueza decorativa.

### Iconografía en cruces de San Martín de Valdeiglesias y Cenicientos
Gracias a la expropiación de bienes de la Iglesia, no sólo son representativas las cruces de León, sino que, en Madrid situamos dos ejemplos de Cruces góticas en San Martín de Valdeiglesias y Cenicientos. La pieza de San Martín corresponde a un periodo de finales del siglo XV, mientras que la cruz de San Estaban es de finales del siglo XVI, ambas presentan la tipología más común de creación de cruces, de brazos rectos con expansiones cuadrilobuladas y terminaciones flordelisadas y con las tipologías iconográficas más representativas, en el anverso encontramos la representación de un Crucificado, flanqueado por San Juan y por la Virgen, mientras que, en la parte alta de la cruz encontramos la figura del pelícano alimentando a las crías y en la parte inferior a Adán saliendo del sepulcro.
En el reverso los cuadrilóbulos suelen albergar las figuras de los cuatro evangelistas, representados de dos maneras diferentes: la primera y más generalizada mediante su símbolo y la segunda, más completa y original, consiste en presentar a los evangelistas sentados en sus pupitres escribiendo los evangelios y acompañados de su símbolo. Sin embargo, en la cruz de Cenicientos hay un elemento característico, que es el añadido del Crucificado en época posterior, ya que en él se aprecia que sus pies llegan al cuadrilóbulo inferior.

## Cruces procesionales en el MNAC
Además de los ejemplos de cruces en León y Madrid, en las colecciones del MNAC encontramos una serie de cruces realizadas en plata y en materiales preciados, como es el cristal de roca y los esmaltes provenientes de una cruz procesional desconocida. Dicha cruz está vinculada a Pere Bernés o a su propia influencia, se encuentra dentro del tesoro catedralicio, al presentar el esquema clásico de cruces procesionales del gótico catalán, como el perfil flordelisado, gran cantidad de relieves situados en los extremos de los travesaños y un nudo inferior en forma de esfera.
Referido a la estilización de estas cruces, se aprecia que todavía nos encontramos en el inicio del estilo formal, que se va a perpetuar en el medievo. No solo esta cruz es característica del Museo, ya que en este periodo la creación de estas cruces en Cataluña es muy notable, otro ejemplo lo apreciamos en la Cruz de Santa Eulalia, cuya figuración, situada en las placas de los esmaltes, manifiesta una influencia italianizante, aunque con indicios del gótico internacional, como la atención a los detalles y una carga ornamental.
Gracias a estos ejemplos, podemos apreciar que el número de orfebres en la zona catalana es muy elevado, del mismo modo que se aprecia la influencia de maestros extranjeros, sobre todo del norte de Europa. Por lo que, sin duda, la influencia de Enrique del Arfe se manifestó en la orfebrería catalana.
La mejor conservación de cruces de este periodo muestra la relación estrecha de contacto que tenían los orfebres catalanes con los valencianos, los mejores ejemplos son la Cruz de los Santos Mártires, realizada en 1420 por Marc Olzina o la Cruz de Traiguera fabricada en 1419 por el platero Morella Bernat Santalínea.

## Cruces procesionales de La Rioja
Entre las zonas catalana y leonesa también tenemos otros ejemplos de cruces procesionales en el ámbito riojano, debido a que, al igual que en las otras situaciones geográficas, será un objeto muy relevante del tesoro litúrgico. Sin embargo, los acontecimientos políticos de Castilla, en el primer tercio del siglo XIII, van a suponer una falta de creatividad en la conformación de estas cruces, ya que se mantiene lo conocido frente a lo novedoso. Esto cambia a partir del siglo XV, con la introducción de lo flamenco y lo renacentista a partir del 1530.
Previamente a esto, en los últimos años del siglo XV, en La Rioja comienza a haber un sentimiento de formalización y regulación del trabajo de la platería, por lo que los plateros se van a concentrar en el centro de Logroño y Santo Domingo de la Calzada, desde 1541. No obstante, al carecer de documentación, los ejemplos riojanos van a estar concentrados en seis modelos de cruces procesionales, siendo el precedente la cruz griega patada anicónica del siglo XII y seguidamente se manifestarán las cruces flordelisadas con iconografía cincelada o fundida, que incluía cabujones y esmaltes, que se incorporarán a las cruces de brazos cilíndricos, simbolizando el árbol de la vida.
Las cruces de los XIII al XIV muestran un alargamiento de los brazos haciéndolos rectos, manteniendo el tipo latino de cruz que va a sustituir al griego, los remates serán flordelisados, con expansiones ovales y con un crucero cuadrado o circular, con un Crucificado en el anverso y un Padre Eterno entronizado en el reverso, también se observa el Tetramorfos en los extremos de los brazos, mientras que en el anverso de la cruz se presenta a la Virgen y a San Juan, en el brazo horizontal. Por otro lado, en el brazo vertical se aprecia las figuras de Adán en la parte inferior y el pelicano con los polluelos en la parte superior. Inclusive la ornamentación de las cruces se completa con cabujones.
Sin duda, esta tipología es la misma que hemos apreciado en las cruces madrileñas de San Martín de Valdeiglesias, un ejemplo de esta centuria lo hallamos en la Cruz de Villanueva de Cameros, realizada en bronce dorado.
Por otro lado, las cruces de entre los siglos XIV al XV continúan presentando las mismas tipologías, con el añadido de que destacarán de forma más evidente los distintos elementos que la componen. Esto quiere decir que los brazos son más anchos y la forma de lis, en el remate de estos, se acentúan. Del mismo modo, la imaginería varía en algunos aspectos, pero también gana riqueza. En el anverso, además de las figuras de la Virgen y San Juan, se muestra a dos ladrones en los apliques y en el reverso será común la aparición del dibujo cincelado.
Los ejemplos riojanos no conservan la manzana, en el nudo inferior, por lo que habría que imaginar o buscar un referente en los nudos que se presentan en el astil de otras piezas de la época. Un ejemplo de esta tipología es la Cruz de Sotés, conservada en el Museo Diocesano de Calahorra.

## Origen de las cruces procesionales
El origen de estas cruces podemos relacionarlo con cruces procesionales de centro Europa, en un periodo previo a gótico, que presentan dos tipologías principales, una de ellas se centra en la figura del personaje y la segunda tipología representa a personas en actitud de penitencia o súplica. Esto tiene un origen en lo que se refiere a la liturgia romana, puesto que durante las procesiones se empleaba el término letania, término que hacía referencia a una serie de peticiones.
Se distinguen dos funciones de las cruces procesionales en función de su posición en el orden de la procesión: una directamente relacionada con el personaje central, y la otra de abrir la procesión en un sentido más colectivo. El primer Papa en poseer estas cruces era León IV, esta cruz estaba realizada con oro, plata y joyas, inclusive en lo que se refiere a estas procesiones la portaba un subdiácono delante del caballo del Papa, tal como marcaba una antigua costumbre. Este Papa no sólo contó con esta cruz, sino también con una regalada por Carlomagno, que se caracteriza por contener una basílica de Letrán en la parte de la base. La cruz era de oro con incrustaciones de perlas y joyas, sin embargo, a pesar de su similitud en cuanto a materiales ambas cruces fueron empleadas para dos procesiones distintas, la equitatio y la letania.
Esto hizo que a partir de los inicios de estas procesiones las cruces se empleasen para encabezar a importantes personalidades, como el Papa, durante las letaniae, inclusive destaca el uso de candelabros y el incienso como forma de iniciar la Misa. Este papel tan esencial de las cruces en todo el cortejo de los pontífices a la hora de impartir la Misa estaba respaldado por una serie de privilegios, según los cuales el Papa otorgaba la posibilidad de utilizar caballo por una serie de obispos, con el propósito de llevar el palio y la cruz procesional, simbolizando una insignia de la solemnidad del Papa en el momento de su aparición.
Esto suponía, mostrar, no sólo la relevancia del Papa, sino también un cortejo triunfal empleando el término: “El estandarte del Señor”, para las cruces. Esto es relevante, puesto que, en los textos ceremoniales del siglo XVI, se señala que estos procesos se ejecutan única y exclusivamente con la presencia del Papa o de un obispo que haya sido nombrado por el mismo, de manera que, al ser privilegiado, pueda portar la cruz con el Crucificado.
En la décima centuria se menciona una cruz conocida como crux domini pontificis o crux papalis, que destaca por ser una cruz única en la procesión. El portador de la misma era un joven subdiácono, lo que confirma que las cruces eran una insignia papal. Entrando en el siglo XII las cruces comenzaron a denominarse crux stationalis y eran un único objeto que se transportaba delante del Papa, usada en las procesiones en las que se hacen las peticiones (letania). Cabe referir que en esta tipología de cruces la presencia papal no es imprescindible.
En definitiva, las cruces procesionales en la liturgia romana se fundamentan en dos aspectos, una cruz como un atributo y una cruz como un requisito indispensable para una procesión, su origen se basa en estas letaniae, seguidamente encontramos las cruces romanas que son utilizadas como un grupo y llevadas a una iglesia. Sin embargo, estas cruces eran veneradas al estar en el interior de la iglesia, puesto que son símbolos de las comunidades cristianas de Roma, sirviendo al mismo tiempo de objeto piadoso y de objeto de propaganda.
Todas estas tipologías de cruces, así como su uso en los distintos ámbitos litúrgicos y procesionales, para su posterior ubicación en la iglesia, conllevaron la conformación de la cruz como el icono de Cristo, por lo que, el monopolio papal de las cruces representa la relevancia universal de su doctrina, cambiando así el concepto de liturgia urbana. 